# 大塚みずえ
大塚 みずえ（おおつか みずえ、1968年3月21日 - ）は、日本の女性声優、インプロヴァイザー（即興劇の俳優）。福岡県出身。ケッケコーポレーション所属。旧芸名：大塚 海月（おおつか みずき）、大塚 瑞恵（おおつか みずえ）。

## 経歴
福岡県出身であるが、北海道、宮城県仙台市、東京都、広島県、福岡県、千葉県と転々としている。
幼い頃から人前に出るのが好きだったという。職業にしようと思ったのは高校の頃であり、三者面談で「大塚さんは、いつも演劇部でいきいきしてていいですね」とか言われ、「ああ、そうか、私は芝居が好きなんだ」と改めて職業として意識し始めたという。
成蹊大学卒業。円・演劇研究所出身。以前は青二プロダクション、紅屋25時、81プロデュースに所属していた。
19歳の時に、リーディングしてくれていた占い師から、「君は声優かスタイリストが向いてる」と言われ、「そんなもんかなあ、、、」と思いながら生きていたところ縁があり、青二プロダクションに所属し、表現する仕事の一つとして、偶々声優としての活動を始めたという。占い師に「君はOLは無理!!」と言われたこともあったという。

## 人物
夫は絵本作家の大塚健太。娘がいる。
趣味は旅行、マーダーミステリー、麻雀。特技は講談（たまねぎ亭紅瑞として創作古事記講談）、インプロ（即興演劇）、書道。資格は書道5段。方言は福岡弁。
Eスポーツキャスターの央川跳惟とともにYouTubeチャンネル「みず＆とーいに聞かせてチャンネル」を開設。普段メディアにあまり姿を出さない声優をゲストに招き、インタビュー形式でその人となりを紹介する番組を企画、出演している。

## 出演
太字はメインキャラクター。

### テレビアニメ
1993年
- クレヨンしんちゃん（1993年 - 、神田鳥忍、主任）
- ツヨシしっかりしなさい（鮫島、山口〈2代目〉、女銀行員）

1994年
- 蒼き伝説 シュート!（客B、女の子）
- おまかせスクラッパーズ（原始人の子供）
- カラオケ戦士マイク次郎（1994年 - 1995年、生徒、子供、女生徒、ケン太）
- キテレツ大百科（旅の女、小夜姫、肉山の仲間、六年生）
- キャプテン翼J（中川ミツル）
- ママレード・ボーイ（女生徒）

1995年
- アニメ世界の童話（仙女）
- 黄金勇者ゴルドラン（売り子）
- 怪盗セイント・テール（司会）
- 空想科学世界ガリバーボーイ（男の子）
- SLAM DUNK（1995年 - 1996年、女生徒、女性記者、島村葉子）
- 天地無用!（那岐）
- 忍たま乱太郎（1995年 - 2001年、部下A、アワビ、隣のおばさん〈初代〉、行商人〈オシロイシメジ忍者〉、主婦A、八百屋の妻）
- ロミオの青い空（ジュリアーノ）
- ちびまる子ちゃん（1995年 - 2004年、ブー太郎〈富田太郎〉〈代役〉、川村）

1996年
- イーハトーブ幻想〜KENjIの春（高木）
- ゲゲゲの鬼太郎（第4作）（1996年 - 1997年、コッパ、奥さん猫、達也、慎悟、子供、一成、橋爪洋、ヤンキー女 他）
- ドラえもん（テレビ朝日版第1期）（茂手もて夫、主婦A 他）
- わんころべえ（はりおくんのママ）

1997年
- 新・天地無用!（イカリーヌ定子）

1998年
- 異次元の世界エルハザード
- ドクタースランプ（子ゾウ）
- トライガン（タニア）

1999年
- Bビーダマン爆外伝V（ははボン2）

2002年
- ロックマンエグゼ（2002年 - 2003年、男の子、黒服A）

2003年
- あたしンち（2003年 - 2009年、新井ナスオ）
- 時空冒険記ゼントリックス

2004年
- 小さい潜水艦に恋をしたでかすぎるクジラの話（ウメ子）

2005年
- おでんくん（太郎の母、ママウインナー）

2008年
- はっけん たいけん だいすき! しまじろう（トーリ）

2010年
- 名探偵コナン（2010年 - 2013年、新海樹梨、おばさん、矢内高子）

2014年
- それでも世界は美しい（女官・スーニャ）

2015年
- 新あたしンち（2015年 - 2016年、新井ナスオ）

2019年
- BORUTO-ボルト- -NARUTO NEXT GENERATIONS-（あんころ堂のおばあさん）

2022年
- ドラえもん（テレビ朝日版第2期）（おばさん）

### 劇場アニメ
- スラムダンク（1994年、女生徒）
- カッタ君物語（1995年）
- 校長先生が泳いだ（1996年、新平）
- 劇場版 天地無用! in LOVE（1996年）
- クレヨンしんちゃん 爆発!温泉わくわく大決戦（1999年、神田鳥忍）
- 名探偵コナン 漆黒の追跡者（2009年、女性レポーター）
- 劇場版 3D あたしンち 情熱のちょ〜超能力 母大暴走!（2010年、新井ナスオ）
- クレヨンしんちゃん 爆盛!カンフーボーイズ〜拉麺大乱〜（2018年、神田鳥忍）
- クレヨンしんちゃん 激突! ラクガキングダムとほぼ四人の勇者（2020年、神田鳥忍）

### OVA
- ジャイアントロボ THE ANIMATION -地球が静止する日（1992年、ルードの母親）
- BADBOYS（1993年、女A）
- BADBOYS2（1994年、中井カオリ）
- 幽幻怪社（1994年、佐野夫人）
- ようちえん戦隊げんきっず（1994年 - 1998年、たろう）
- 青い瞳の銀鈴 GinRei with blue eyes（1995年、ルードの母）
- 神秘の世界エルハザード（1995年、キライヤ）
- バイオ・ハンター（1995年、OL）
- BE-BOP-HIGHSCHOOL（1995年、母親）
- 支配者の黄昏 TWILIGHT OF THE DARK MASTER（1998年、カーナビの声）
- 魔界転生（1998年、姉）

### Webアニメ
- あたしンちNEXT（2024年、ナスオ）

### ゲーム
1993年
- メタルエンジェル（李雷娘、イライザ・アイスバーグ、エリザベス）

1995年
- スーパーボンバーマン ぱにっくボンバーW
- プライベート・アイ・ドル（朝霧温子）

1996年
- いまどきのバンパイア（レザー）
- スーパーリアル麻雀PVI（来宮ゆかり）

1997年
- サターンボンバーマンファイト!!（ペギーJr.）
- 地獄先生ぬ〜べ〜（ゴースト）
- マリカ 〜真実の世界〜（装甲姉妹・蘭）

1998年
- ボンバーマン ファンタジーレース（マッハボン〈アイルボンセナ〉）

1999年
- リフレインラブ2（マリー・ケンジット）

2000年
- ペルソナ2 罰（石神千鶴）
- SIMPLE1500シリーズ Vol.36 THE 恋愛シミュレーション 〜夏色セレブレーション〜（小池佐登子）
- FAVORITE DEAR 純白の預言者（レイラ・ヴィグリー）

2006年
- クレヨンしんちゃん 最強家族カスカベキング うぃ〜（しのぶ）
- クレヨンしんちゃん 伝説を呼ぶ オマケの都ショックガーン!

2007年
- 株トレーダー瞬（敬子）
- クレヨンしんちゃんDS 嵐を呼ぶ ぬってクレヨ〜ン大作戦!

2010年
- クレヨンしんちゃん おバカ大忍伝 すすめ!カスカベ忍者隊!

2011年
- クレヨンしんちゃん 宇宙DEアチョー!? 友情のおバカラテ!!

2012年
- ペルソナ2 罰 ETERNAL PUNISHMENT（石神千鶴）

### 特撮
- ウルトラマンティガ（1997年、第25話の着信音の声、第52話の海外の子供の声）

### ラジオ
- 奥寺康彦のガンバレサッカーNIPOON!
- 松木安太郎のガンバレサッカーNIPPON!

### ドラマCD
- かまいたちの夜（小林今日子）
- 花のあすか組!外伝（内藤）
- フォーチュン・クエスト外伝 パステルの旅立ち（ヒルデ）

### 吹き替え

#### 洋画
- パワーレンジャー・ターボ・映画版・誕生!ターボパワー（ターニャ・スローン / イエローレンジャー〈ナキア・ブリース〉）

#### 海外ドラマ
- バフィー 〜恋する十字架〜（ダーラ〈ジュリー・ベンツ〉）
- パワーレンジャー・ターボ（ターニャ・スローン / イエローレンジャー〈ナキア・ブリース〉、シャドウイエローレンジャー）

#### 海外アニメ
- ザ・シンプソンズ（サラ・ウィガム〈初代〉）

### 舞台
- インプロショー即興23区（2017年）
- あらしのよるに（2017年）
- 戦国即興合戦（2018年）
- 私立即興学園（2018年）
- 即興商店街（2019年）
- 僕らは、宇宙へ出かけた。（2020年）

### その他コンテンツ
- のりものだいすき!! はやいぞ!しんかんせん（のりロボ）